# A Guy Thing
A Guy Thing är en amerikansk långfilm från 2003 i regi av Chris Koch, med Jason Lee, Julia Stiles, Selma Blair och James Brolin i rollerna.

## Handling
Karen (Selma Blair) och Paul (Jason Lee) ska gifta sig. Efter svensexan vaknar Paul upp med Becky (Julia Stiles), en av dansarna vid festen. Paul antar de haft sex och får snabbt Becky ut ur lägenheten och försöker glömma hela historien. Oväntat dyker Becky upp igen, då hon visar sig vara den blivande brudens kusin. Än värre har Beckys fd pojkvän Ray (Lochlyn Munro) följt efter henne och tagit foton av hennes och Pauls möte. Becky och Paul träffas igen för att stjäla tillbaka bilderna. Allt blir bara mer och mer tillskruvat.

## Rollista
| Jason Lee        | – Paul           |
| Julia Stiles     | – Becky          |
| Selma Blair      | – Karen          |
| James Brolin     | – Ken            |
| Shawn Hatosy     | – Jim            |
| Lochlyn Munro    | – Ray            |
| Diana Scarwid    | – Sandra         |
| David Koechner   | – Buck           |
| Julie Hagerty    | – Dorothy        |
| Thomas Lennon    | – Pete           |
| Jackie Burroughs | – Aunt Budge     |
| Jay Brazeau      | – Howard         |
| Matthew Walker   | – Minister Green |
| Fred Ewanuick    | – Jeff           |